# Châtel-Gérard
Châtel-Gérard é uma comuna francesa na região administrativa de Borgonha-Franco-Condado, no departamento de Yonne. Estende-se por uma área de 31,78 km². Em 2010 a comuna tinha 222 habitantes (densidade: 7 hab./km²).